# إدوارد هيرمان (اقتصادي)
إدوارد صموئيل هيرمان (بالإنجليزية: Edward Samuel Herman)‏ (7 أبريل 1925 - 11 نوفمبر 2017) اقتصادي أمريكي وباحث إعلامي وناقد اجتماعي. يُعرف هيرمان بانتقاده الإعلامي ولا سيما فرضية نموذج الدعاية التي طورها مع نعوم تشومسكي وهو كاتب مشارك متكرر. شغل منصب أستاذ فخري للتمويل في كلية وارتون لإدارة الأعمال بجامعة بنسيلفانيا ومحلل إعلامي متخصص في قضايا الشركات والقضايا التنظيمية بالإضافة إلى الاقتصاد السياسي. كما قام بالتدريس في مدرسة أننبرغ للاتصالات بجامعة بنسلفانيا.
من الناحية الأيديولوجية تم وصف هيرمان بأنه «ديمقراطي راديكالي مخلص» أيديولوجية تعارض سيطرة الشركات لصالح الديمقراطية المباشرة بينما تنأى بنفسها عن الحركات الراديكالية الأخرى. تناولت كتاباته في كثير من الأحيان تقارير وسائل الإعلام الغربية للشركات حول النزاعات الإقليمية العنيفة متنازعا التقارير السائدة إلى حد وصف منتقديه بأنه إنكار للإبادة الجماعية.

## النشأة
وُلد هيرمان في فيلادلفيا لعائلة ليبرالية ديمقراطية ابن أبراهام لنكولن هيرمان الصيدلاني وسيليا ديكتور ربة منزل.
حصل هيرمان على بكالوريوس الآداب (عام 1945) ثم على الماجستير في وقت لاحق من جامعة بنسلفانيا. في جامعة كاليفورنيا ببيركلي والتي حصل منها على درجة الدكتوراه عام 1953 التقى بالعالم الاقتصادي روبرت أ. برادي الذي درس اقتصاديات الأنظمة الفاشية والذي كان له تأثير كبير عليه. انضم هيرمان إلى كلية وارتون للأعمال في جامعة بنسلفانيا في عام 1958 حيث قام بتدريس العلوم المالية وأصبح أستاذ فخري في عام 1989.

## وجهات نظر سياسية

### حرب فيتنام
بعد حرب فيتنام طعن هيرمان ونعوم تشومسكي في صحة روايات وسائل الإعلام عن جرائم الحرب والقمع من قبل الشيوعيين الفيتناميين قائلا: «كانت المصادر الأساسية للتقديرات الأكبر لعمليات القتل في الإصلاح الزراعي الفيتنامي الشمالي أشخاص منتسبين إلى وكالة المخابرات المركزية أو وزارة الدعاية في سايغون وحمام دم فيت كونغ شمال فيتنام في هيو (في جنوب فيتنام) تم بناؤه على أدلة واهية بالفعل». تعليقا على فيتنام ما بعد الحرب جادل تشومسكي وهيرمان: «ظاهرة لها القليل من أوجه التشابه في التجربة الغربية ويبدو أنه كان هناك ما يقرب من الصفر وفيات عقابية في فيتنام ما بعد الحرب». ووصفوا ذلك بـ «معجزة المصالحة وضبط النفس». في مناقشة شهادة الكونجرس عام 1977 حول انشقاق مسؤول حكومة فيتنام نجوين كونغ هوان حول مواضيع القمع الجماعي وإلغاء الحريات المدنية والدينية أشار هيرمان وتشومسكي إلى روايات متناقضة لفيتنام ما بعد الحرب وخلصا إلى أنه في حين أن «البعض ما ذكره هوان هو بلا شك دقيق... العديد من الزوار والغربيين الذين يعيشون في فيتنام والذين يتناقضون صراحة مع مزاعمه يشيرون إلى أن هوان ببساطة ليس معلق موثوق به».
قام تشومسكي وهيرمان بتأليف كتاب «العنف المضاد للثورة: حمامات الدم في الحقيقة والدعاية» وهو كتاب انتقد التدخل العسكري الأمريكي في جنوب شرق آسيا وسلط الضوء على إهمال وسائل الإعلام السائدة لتغطية القصص المتعلقة بهذه الأنشطة وقبله الناشر وحدات وارنر في البداية وتم نشره في عام 1973. ومع ذلك رفضت شركة وارنر للاتصالات الشركة الأم لشركة وحدات وارنر محتويات الكتاب وأمرت بإتلاف جميع النسخ. وفقا لكتاب «قصص الحرب: السياسة الثقافية وسرد حرب فيتنام» لجيم نيلسون فإن نشر «العنف المضاد للثورة» قد أوقفه أحد المسؤولين التنفيذيين في منشورات وارنر ويليام سارنوف الذي اعتقد أن مناقشته للسياسة الخارجية الأمريكية «كانت مجموعة من الأكاذيب وهجوم بذيء على أميركيين محترمين غير موثقين منشور لا يليق بناشر جاد». بسبب عقد ملزم تم تمرير النسخ إلى ناشر آخر بدل من إتلافها.
في عام 1967 كان هيرمان من بين أكثر من 500 كاتب ومحرر وقعوا تعهد «احتجاج الكتاب والمحررين على ضريبة الحرب» متعهد برفض دفع 10٪ ضريبة حرب فيتنام الإضافية التي نفذها الكونجرس عند بدء الرئيس جونسون.

### كمبوديا
تعاون الرجلان لاحقا في أعمال حول المعالجة الإعلامية لما بعد الحرب في الهند الصينية وكمبوديا على وجه الخصوص بدءا من «تشويهات عند اليد الرابعة» وهو مقال كتبوه في الدورية اليسارية الأمريكية الوطن في يونيو 1977. بينما فعلوا ذلك ليس «التظاهر بمعرفة [...] الحقيقة» حول ما كان يحدث في كمبوديا خلال نظام الخمير الحمر لبول بوت كما كانوا يعتقدون في مراجعة المواد المتعلقة بالموضوع والتي كانت متاحة في ذلك الوقت: «الرأي العام الأمريكي هو نسخة مشوهة بشكل خطير من الأدلة المتاحة». وأشاروا إلى ما اعتبروه «عدم موثوقية للغاية لتقارير اللاجئين» فلاحظوا أن «اللاجئين خائفون وعزل تحت رحمة قوى أجنبية. وهم يميلون بطبيعة الحال إلى الإبلاغ عما يعتقدون أن محاوريهم يرغبون في سماعه. وفي حين أن هذه التقارير يجب أن يجب أخذها في الاعتبار على محمل الجد والحذر ضروريان. وعلى وجه التحديد فإن اللاجئين الذين يتم استجوابهم من قبل الغربيين أو التايلانديين لديهم مصلحة خاصة في الإبلاغ عن الفظائع التي يرتكبها الثوار الكمبوديون وهي حقيقة واضحة لن يفشل أي مراسل جاد في أخذها في الاعتبار». واختتموا بالقول إن كمبوديا الخمير الحمر قد تكون أقرب إلى «فرنسا بعد التحرير حيث ذبح الآلاف من الناس في غضون بضعة أشهر» من ألمانيا النازية.
في عام 1979 راجع تشومسكي وهيرمان العنف المضاد للثورة ونشره مع ساوث إند برس كمجلدين الاقتصاد السياسي لحقوق الإنسان. قارنوا في هذا العمل ردود فعل وسائل الإعلام الأمريكية بالإبادة الجماعية في كمبوديا والاحتلال الإندونيسي لتيمور الشرقية. وجادلوا بأنه نظرا لأن إندونيسيا كانت حليف للولايات المتحدة فقد تجاهلت وسائل الإعلام الأمريكية الوضع في تيمور الشرقية مع التركيز على الوضع في كمبوديا وهي عدو للولايات المتحدة. المجلد الثاني من كتاب الاقتصاد السياسي لحقوق الإنسان المجلد الثاني: بعد الكارثة: الهند الصينية بعد الحرب وإعادة بناء الفكر الإمبراطوري (1979) الذي ظهر بعد الإطاحة بالنظام وصفه المتخصص في المنطقة سوفال إير بأنه " أحد أكثر الكتب دعم لثورة الخمير "حيث يؤدون فيه ما يرقى إلى مستوى الدفاع عن الخمير الحمر متسترا في هجوم على وسائل الإعلام". كتب تشومسكي وهيرمان في كتابهما: "سجل الفظائع في كمبوديا كبير ومخيف في كثير من الأحيان" لكنهما شككا في نطاقها والذي ربما يكون تضخم "بمعامل 100". وكتبوا أن إخلاء بنوم بنه "ربما كان في الواقع قد أنقذ العديد من الأرواح" وأن السياسات الزراعية للخمير الحمر أسفرت عن نتائج إيجابية وربما كان هناك "قدر كبير من دعم الفلاحين للخمير الحمر".
رد هيرمان على النقاد في عام 2001: «وجدت أنا وتشومسكي أن طرح الأسئلة حول الافتراءات العديدة والدور الأيديولوجي وغياب أي آثار مفيدة للضحايا في الحملة الدعائية المناهضة للخمير الحمر في 1975-1979 كان أمر غير مقبول وتم التعامل معه دون استثناء تقريبا على أنه» دفاعات عن بول بوت" ".
كتب تود جيتلين في رسالة بريد إلكتروني إلى صحيفة نيويورك تايمز أنه بالنسبة لهيرمان وتشومسكي فإن «معاناة الكمبوديين أقل أهمية من حاجتهم إلى تثبيت الضرر الذي لحق بكمبوديا في السبعينيات بشكل أساسي على القصف الأمريكي الذي سبق صعود الخمير الحمر إلى السلطة».

### «نموذج الدعاية»
أشهر كتاب شارك في تأليفه هيرمان وتشومسكي هو «الموافقة على التصنيع: الاقتصاد السياسي لوسائل الإعلام الجماهيرية» نُشر لأول مرة في عام 1988 وكتبه هيرمان إلى حد كبير. قدم الكتاب مفهوم «نموذج الدعاية» للمناقشات حول طريقة عمل وسائل الإعلام المشتركة. وجادلوا بأن «قوى السوق والافتراضات الداخلية والرقابة الذاتية» تحفز الصحف وشبكات التلفزيون لخنق المعارضة. لقد كتبوا: «في نموذجنا» الكاهن البولندي جيرزي بوبييلوشكو (ضحية لشرطة الدولة الشيوعية) «المقتول في دولة معادية سيكون ضحية جديرة بالاهتمام في حين أن القساوسة الذين يُقتلون في الدول العميلة لنا في أمريكا اللاتينية لن يكونوا مستحقين. قد يُتوقع من الأول أن يثير فورة دعائية من قبل وسائل الإعلام في حين أن الأخير لن يولد تغطية مستدامة».
بدل من الحاجة إلى السيطرة المباشرة على الإعلام كما هو الحال في الديكتاتوريات في وجهات نظر هيرمان وتشومسكي تسيطر الديمقراطيات الصناعية على الرأي العام باستخدام «المرشحات» التي تمنع الأفكار المثيرة للجدل سياسيا من الوصول إلى الجمهور. حدد الرجلان خمسة عوامل تصفية على وجه الخصوص: تركيز ملكية وسائل الإعلام على عدد قليل من الشركات والحاجة إلى إرضاء المعلنين ومصادر التمويل والاعتماد على المصادر التي توفرها الحكومة والانتشار والأيديولوجية المناهضة للشيوعية. تتحد هذه التأثيرات لمنع المعرفة والأفكار غير الملائمة سياسيا من الوصول إلى عامة الناس.
مؤرخ والتر لافيبر بمراجعة الطبعة الأصلية لعام 1988 لصحيفة نيويورك تايمز يعتقد أن «حجتهم تضعف أحيانا بسبب المبالغة» مستشهدة بهجوم هيرمان وتشومسكي على مصادر الأخبار الأمريكية الرئيسية لإعادة إنتاج تأكيدات حكومية خاطئة حول نيكاراغوا ولكن فشلوا في ملاحظة أن هذه المصادر نفسها هاجمت الحكومة بسرعة عندما تم اكتشاف الخطأ المتعمد. وصف ديريك ن. شيرر أيضا في عام 1988 لصحيفة لوس أنجلوس تايمز العمل بأنه «مهم» و«دراسات الحالة» بأنها «قراءة مطلوبة» للمراسلين الأجانب ولكن في رأيه «لا يستكشف المؤلفون بشكل كاف مدى التي فشلت وسائل الإعلام في صنع الموافقة ولماذا قد يكون الأمر كذلك». لدعم وجهة نظره استخدم شيرر أمثلة الكونترا في نيكاراغوا وفيرديناند ماركوس المخلوع في الفلبين وكلاهما مدعوم من قبل الحكومة الأمريكية والمحافظين ولكن ليس من قبل الرأي العام الأمريكي. وعلق شيرر أيضا على هيرمان وتشومسكي «يبرهن بشكل مقنع على أنه في البلدان التي تشارك فيها الحكومة الأمريكية - سواء بشكل علني أو خفي - غالبا ما تكون الصحافة أقل انتقادا وأحيانا تكون شريك في الخداع الصريح للجمهور الأمريكي».
يقول تود جيتلين أستاذ الصحافة والاتصالات في جامعة كولومبيا إن «المقاربة الكاملة للكتاب شديدة التبسيط. إذا كنت تعتقد أن نيويورك تايمز هي برافدا وهو ما يقولونه أساسا فما هي المفردات التي تركتها لشبكة فوكس نيوز؟ إن نموذجهم أخرق جدا لدرجة أنه يمنعك من التمييز بين شبكة دعاية مباشرة وجهاز إخباري رئيسي أكثر تعقيد ومهيمن».

### كتابات عن سريبرينيتشا
كتب هيرمان عن مذبحة سريبرينيتشا عام 1995 في مقالات مثل "سياسة مذبحة سريبرينيتشا". كتب: "إن الدليل على مذبحة ومن المؤكد أن واحدة تم فيها إعدام 8000 رجل وصبي كانت دائما إشكالية على أقل تقدير ومذبحة سريبرينيتشا "هي أكبر انتصار للدعاية يخرج من حروب البلقان... رابط هذا الانتصار الدعائي للحقيقة والعدالة لا وجود لها". وانتقد صلاحية مصطلح الإبادة الجماعية في حالة سريبرينيتشا مدعي وجود تناقضات في حالة الإبادة المنظمة مثل نقل جيش صرب البوسنة والهرسك للحافلات للنساء والأطفال المسلمين من سريبرينيتشا. في مراجعة عام 2004 لكتاب "مشكلة من الجحيم" لسامانثا باور: أمريكا وعصر الإبادة الجماعية كتب هيرمان: "إنه حقا لأورويل أن نرى محكمة يوغوسلافيا [التابعة للأمم المتحدة] تكافح من أجل تثبيت تسمية" الإبادة الجماعية "على ميلوسيفيتش فعلوا ذلك بالفعل ضد الجنرال راديسلاف كرستيتش الصربي البوسني". أدين كرستيتش بالمساعدة في الإبادة الجماعية لدوره في مذبحة سريبرينيتشا ويقضي 35 عام لهذه التهم.
انتقد ماركو أتيلا هور موقف هيرمان من مذبحة سريبرينيتشا مدعيا تشكيل مجموعة أبحاث سريبرينيتشا «لنشر الرأي القائل بأن مذبحة سريبرينيتشا لم تحدث أبدا». قال مايكل إف بيروبي إن الممثل الخاص للأمين العام مكرس لقلب نتائج المحكمة الجنائية الدولية الخاصة بيوغوسلافيا السابقة. تم انتقاد كتابات هيرمان حول مذبحة سريبرينيتشا من قبل جون فيفر وأوليفر كام اللذين اتهماه في 2013 «باستخدام إحصائيات زائفة لسنوات» ومارتن شو الذي قال إنه «يتوسط في الإنكار» وموقع شاهد البلقان على الإنترنت الذي اتهمه بـ «إهانة الناجيات».

### سياسة الإبادة الجماعية
في سياسة الإبادة الجماعية (شارك في تأليفه ديفيد بيترسون مع مقدمة بقلم نعوم تشومسكي في عام 2010) يجادل هيرمان وبيترسون بأن «الإبادة الجماعية» أصبحت فكرة مسيسة من خلال تحليل وسائل الإعلام والدراسات المقارنة لما يسمونه «بناء» والإبادة الجماعية «الشائنة». وهم يجادلون بأن حرب كوسوفو والإبادة الجماعية في رواندا عام 1994 والحرب في دارفور قد تم الترويج لها على أنها «إبادة جماعية» في الغرب لدفع أجندة اقتصادية وفكرية. وقارنوا التغطية الإعلامية لهذه الأحداث بالعقوبات المفروضة على العراق وحرب العراق بحجة أنه على الرغم من الخسائر المماثلة لتلك المذابح التي توصف بأنها إبادة جماعية فإن المذابح التي تورطت فيها القوى الغربية بشكل مباشر لم يتم تصنيفها على أنها «إبادة جماعية». من خلال تحليل الحالات التي تم فيها استخدام مصطلح «الإبادة الجماعية» يجادل هيرمان بأن الغرب قد استفاد من انتهاكات حقوق الإنسان لدفع أجندته الخاصة. ويقول إن هذا أدى إلى حكومة أقلية تسيطر عليها التوتسي المؤيدة للغرب والمؤيدة للأعمال التجارية. تم تجاهل «الإبادة الجماعية» إلى حد كبير مثل تيمور الشرقية والتي يتحمل الغرب بعض المسؤولية عنها.
أوصى الصحفيان جون بيلجر ودان كواليك بالكتاب. تلقى الكتاب ردود فعل انتقادية متهمة المؤلفين بالإنكار من الكتاب جيرالد كابلان وجورج مونبيوت وجيمس ويزي السكرتير الأول في المفوضية الرواندية العليا في لندن. انتقد الباحث في الإبادة الجماعية آدم جونز رواية الإبادة الجماعية في رواندا باعتبارها «مراجعة جذرية» إن لم تكن «خيالية».

## الحياة الشخصية
كان هيرمان متزوج من ماري وودي التي توفيت عام 2013 لمدة 67 عام. تزوج من صديقته القديمة كريستين أبوت في عام 2015.

### الوفاة
توفي هيرمان من مضاعفات سرطان المثانة في وادي بنسلفانيا في 11 نوفمبر 2017 عن عمر يناهز 92 عام.

## الكتب
- 1966: سياسة أمريكا بشأن فيتنام: إستراتيجية الخداع (مع ريتشارد دو بوف)
- 1968: أصول وممارسات النقد والبنوك
- 1968: قاموس المجتمع العظيم
- 1970: الفظائع في فيتنام
- 1973: العنف المضاد للثورة: حمامات الدم في الحقيقة والدعاية (مع نعوم تشومسكي)
- 1979: الاقتصاد السياسي لحقوق الإنسان - المجلد الأول: اتصال واشنطن وفاشية العالم الثالث (مع نعوم تشومسكي)
- 1979: الاقتصاد السياسي لحقوق الإنسان - المجلد الثاني: بعد الكارثة: الهند الصينية بعد الحرب وإعادة بناء الأيديولوجية الإمبراطورية (مع نعوم تشومسكي)
- 1981: مراقبة الشركات - قوة الشركات: دراسة صندوق القرن العشرين
- 1982: شبكة الإرهاب الحقيقي
- 1984: الانتخابات التوضيحية (مع فرانك برودهيد)
- 1986: صعود وسقوط الاتصال البلغاري (مع فرانك برودهيد). ردمك 0-940380-06-4.
- 1988: الموافقة على التصنيع: الاقتصاد السياسي لوسائل الإعلام (مع نعوم تشومسكي)
- 1990: صناعة «الإرهاب» ISBN 978-0-679-72559-6
- 1992: ما بعد النفاق: فك شفرة الأخبار في عصر الدعاية: بما في ذلك قاموس مزدوج الكلام للتسعينيات ISBN 0-89608-436-1
- 1995: انتصار السوق
- 1997: وسائل الإعلام العالمية (مع روبرت ماكيسني) ISBN 0-304-33433-2
- 1999: أسطورة الإعلام الليبرالي: قارئ إدوارد هيرمان
- 2000 القدرة المتدهورة: الإعلام وأزمة كوسوفو (تم تحريره بواسطة فيليب هاموند وإدوارد إس هيرمان) ISBN 978-0-74531-631-4
- 2010: سياسة الإبادة الجماعية (مع ديفيد بيترسون) ISBN 978-1-58367-212-9
- 2019: مثل الحبار الذي ينفث الحبر: دراسات في فن الخداع (مع ديفيد بيترسون) ISBN 978-1-54566-755-2

## جوائز
حصل على جوائز منها:
- جائزة أورويل [الإنجليزية]‏ (1989).

## روابط خارجية
- إدوارد هيرمان على موقع IMDb (الإنجليزية)
- إدوارد هيرمان على موقع الموسوعة البريطانية (الإنجليزية)
- إدوارد هيرمان على موقع قاعدة بيانات الفيلم (الإنجليزية)